# Lucanus swinhoei swinhoei
Lucanus swinhoei swinhoei es una subespecie de la especie Lucanus swinhoei,  coleóptero de la familia Lucanidae.

## Distribución geográfica
Habita en Taiwán (China).